# Чарлі Едвардс
Чарлі Едвардс (англ. Charlie Edwards; 8 лютого 1993, Саттон, Лондон) — британський професійний боксер, призер чемпіонату Європи серед аматорів, чемпіон світу за версією WBC (2018—2019) у найлегшій вазі.
Чарлі — старший брат Санні Едвардса, боксера, чемпіона світу за версією IBF у найлегшій вазі.

## Аматорська кар'єра
2011 року Чарлі Едвардс завоював бронзову медаль на чемпіонаті Європи в категорії до 49 кг.
- В 1/8 фіналу переміг Вадима Кириленко (Білорусь) — 18-9
- У чвертьфіналі переміг Хосе де ла Ніеве (Іспанія) — 28-16
- У півфіналі програв Салману Алізаде (Азербайджан) — 14-24

На чемпіонаті світу 2011 програв у першому бою.
На чемпіонаті Європи 2013 в категорії до 52 кг програв у першому бою, а на чемпіонаті світу 2013 — у другому.

## Професіональна кар'єра
2015 року Чарлі Едвардс перейшов до професійного боксу. 12 вересня 2015 року став чемпіоном Англії BBBofC English у найлегшій вазі.
10 вересня 2016 року у дев'ятому бою вийшов проти чемпіона світу за версією IBF у найлегшій вазі Джон Ріель Казімеро (Філіппіни) і зазнав першої поразки технічним нокаутом в десятому раунді.
22 грудня 2018 року Чарлі Едвардс в бою проти Крістофера Росалеса (Нікарагуа) одностайним рішенням суддів завоював звання чемпіона світу за версією WBC у найлегшій вазі.
31 серпня 2019 року в другому захисті титулу Чарлі Едвардс зустрівся в бою з Хуліо Сезар Мартінесом (Мексика). Мартінес зумів вже в третьому раунді нокаутувати Едвардса, але відеоповтор показав, що вирішального удару мексиканець завдав, коли англієць вже був одним коліном на настилі рингу. Таким чином, бій був визнаний таким, що не відбувся, і суперники мали негайно провести реванш. Але у жовтні 2019 року Чарлі Едвардс повідомив, що відмовляється від реваншу і титула чемпіона через неможливість вкластися в межі найлегшої ваги.